# Оценочный лист психопатии
Оценочный лист психопатии (англ. Psychopathy Checklist, PCL) — инструмент психологической оценки, часто используемый для оценки наличия психопатии. Разработан в форме опросника, состоящего из 20 пунктов, оценивающих различные личностные аспекты и отмечаемое поведение. Используется при проведении полуструктурированного клинического обследования. В оценке пунктов опросника также используются анамнестические данные исследуемого.
Оценочный лист психопатии первоначально был разработан канадским психологом Робертом Хаэром во время исследований заключённых пенитенциарных учреждений Ванкувера в 1970-х годах.
Результаты исследования, проведённые с помощью этого инструмента, считаются валидными, если исследование проводится квалифицированным специалистом в области клинического здоровья.